# Les Ventes
Les Ventes é uma comuna francesa na região administrativa da Normandia, no departamento de Eure. Estende-se por uma área de 20,7 km². Em 2010 a comuna tinha 1 060 habitantes (densidade: 51,2 hab./km²).